# Protoxerus stangeri
Protoxerus stangeri — вид гризунів родини Sciuridae, поширений в Анголі, Беніні, Бурунді, Камеруні, Екваторіальній Гвінеї, Габоні, Гані, Кенії, Ліберії, Нігерії, Руанді, Сьєрра-Леоне, Танзанії, Того та Уганді. Його природними місцями існування є субтропічні або тропічні вологі рівнинні ліси та плантації.

## Характеристики
P. stangeri досягає довжини голови та тіла приблизно від 27 до 30 сантиметрів, а довжини хвоста — приблизно 30 сантиметрів. Середня довжина голови й тулуба становить 27,6 сантиметра для самок та 28,0 сантиметрів для самців. Вага коливається приблизно від 540 грамів до 660 грамів. Хутро на спині коричневе, відтінки варіюються від червонувато- та жовто-коричневого до майже чорного. Черево рідко вкрите шерстю, біле, жовте або темніше. Пухнастий хвіст сірий з нечіткими темнішими смугами. Хвіст піднятий прямо позаду тіла під час ходьби та відкладений набік під час відпочинку. Колір хутра варіюється залежно від регіону, а іноді й значно між підвидами.

## Спосіб життя
P. stangeri зустрічається в низинних лісах та узліссях у межах свого ареалу, а також у сільськогосподарських районах, вторинних лісах та на плантаціях. Він веде деревний спосіб життя і мешкає переважно у верхніх частинах пологів лісів, рідко зустрічається на землі. Тварини ведуть денний спосіб життя і їх можна спостерігати від світанку до пізнього вечора.
Білки будують гнізда в дуплах дерев або на розгалуженнях гілок. Гніздо будується з гілочок та свіжого листя і іноді використовується протягом кількох років. Тварини живуть поодинці та уникають зустрічей зі своїми одновидовими особинами поза шлюбним періодом та вирощування дитинчат. Відповідно, вони шукають їжу поодинці та поводяться агресивно щодо інших вивірок на деревах, де годуються. Спілкування відбувається переважно за допомогою двох різних сигналів тривоги.